# Гончар, Екатерина Геннадьевна
Екатери́на Генна́дьевна Гонча́р (бел. Кацярына Генадзеўна Ганчар; род. 30 августа 1988, Гомель) — белорусская легкоатлетка, специалистка по бегу на короткие дистанции. Выступала за сборную Белоруссии по лёгкой атлетике в конце 2000-х — начале 2010-х годов, победительница и призёрка первенств национального значения, участница летних Олимпийских игр в Лондоне. Мастер спорта Республики Беларусь международного класса.

## Биография
Екатерина Гончар родилась 30 августа 1988 года в городе Гомеле Белорусской ССР.
Впервые заявила о себе в лёгкой атлетике на международном уровне в сезоне 2009 года, когда вошла в состав белорусской национальной сборной и выступила на молодёжном европейском первенстве в Каунасе — стартовала в индивидуальном беге на 200 метров и в эстафете 4 × 100 метров.
В 2011 году на дистанции 200 метров заняла 12-е место в Суперлиге командного чемпионата Европы в Стокгольме.
В 2012 году в эстафете 4 × 100 метров заняла седьмое место на чемпионате Европы в Хельсинки. Благодаря череде удачных выступлений удостоилась права защищать честь страны на летних Олимпийских играх в Лондоне — в той же дисциплине вместе с соотечественницами Алиной Талай, Еленой Невмержицкой и Юлией Балыкиной на предварительном квалификационном этапе показала результат 43,90 и в финал не вышла.
После лондонской Олимпиады Гончар осталась действующей спортсменкой на ещё один олимпийский цикл и продолжила принимать участие в крупнейших международных стартах. Так, в 2013 году она отметилась выступлением на чемпионате мира в Москве — в программе бега на 100 метров с результатом 11,63 не смогла пройти дальше предварительного квалификационного забега.
В 2014 году на чемпионате Белоруссии в Гродно одержала победу в дисциплинах 100 и 200 метров, а также вместе с командой Брестской области была лучшей в эстафете 4 × 100 метров.
В 2016 году на зимнем чемпионате Белоруссии в Могилёве стала второй в беге на 60 и 200 метров. По окончании этого сезона завершила спортивную карьеру.
За выдающиеся спортивные достижения удостоена почётного звания «Мастер спорта Республики Беларусь международного класса».
Окончила факультет физической культуры Гомельского государственного университета (2011). Впоследствии работала тренером по бегу.